# Kaitlyn Dias
Kaitlyn Rose Dias (El Dorado Hills, Kalifornia, 1999. május 11. –) amerikai színésznő, szinkronszínésznő.
Legismertebb alakítása Riley Anderson eredeti hangja az Agymanók és a Riley első randija? című 2015-ös animációs filmekben. A The Shifting című filmben is szerepelt.

## Magánélete
Ötéves korában szerepelt az iskolai és az egyházi produkciókban. Az Észak-Kaliforniában született és nevelkedett . Kaitlyn leszerződött egy helyi tehetséggondozóval, és azonnal reklámokban és független filmekben kezdett el dolgozni.
A Reel Geek Girls show-ban elmondta, hogy szereti az animéket, a Ki vagy, doki?-t és a sárkányokat. Szeret parkour-özni.

## Filmográfia

### Film
| Év   | Magyar cím          | Eredeti cím         | Szerep                | Magyar hang   |
| ---- | ------------------- | ------------------- | --------------------- | ------------- |
| 2019 |                     | Disconnect          | Alice                 |               |
| 2017 |                     | Defining Moments    | Sara Jacobs           |               |
| 2017 |                     | Recoil              | Grace Miller          |               |
| 2016 |                     | Almost Boyfriends   | Rebecca Brown         |               |
| 2016 |                     | Blue Button         | Marie                 |               |
| 2016 |                     | Jesery Gurl         | Darlene               |               |
| 2016 |                     | Grifters            | Sam                   |               |
| 2015 | Riley első randija? | Riley's First Date? | Riley Andersen (hang) | Laudon Andrea |
| 2015 | Agymanók            | Inside Out          | Riley Andersen (hang) | Laudon Andrea |
| 2013 |                     | The Shifting        | Jenny                 |               |
| 2011 |                     | Burial              | Jessie fiatalon       |               |

### Televízió
| Év   | Magyar cím           | Eredeti cím    | Szerep | Megjegyzések                        |
| ---- | -------------------- | -------------- | ------ | ----------------------------------- |
| 2017 | Bűnök és előítéletek | American Crime | Alex   | 1 epizód: Season Three: Episode One |